# Krasnîi Luh, Peatîhatkî
Krasnîi Luh (în ucraineană Красний Луг) este un sat în comuna Palmîrivka din raionul Peatîhatkî, regiunea Dnipropetrovsk, Ucraina.

## Demografie
Componența lingvistică a localității Krasnîi Luh
     Ucraineană (93,12%)
     Rusă (5,29%)
     Alte limbi (1,06%)
Conform recensământului din 2001, majoritatea populației localității Krasnîi Luh era vorbitoare de ucraineană (93,12%), existând în minoritate și vorbitori de rusă (5,29%).